# 노자키섬
노자키섬(野崎島)은 일본 나가사키현의 고토 열도의 북동부에 있는 섬이다. 섬 전체가 나가사키현 기타마쓰우라군 오지카정에 속한다. 현재는 무인도이다.

## 개요
고토 열도의 오지카섬 동쪽으로 약 2km 떨어진 곳에 위치한다. 섬 전체가 자연림으로 덮여 있으며, 면적은 약 7.10km2의 남북으로 가늘고 긴 섬으로, 섬 중앙을 사이에두고 북쪽과 남쪽에 높은 산이 있다.
조몬 시대부터 중세까지의 유적이 발견되며, 해발고도 350m의 섬 최고봉 근처에는 〈오에이시〉(王位石) 라는 거석이 있다.
1955년 무렵, 인구는 약 650명이었지만, 1970년대에는 매우 인구가 감소했다. 섬의 중앙부에는 나가사키현에 의해 지정된 문화재인 〈노구비(野首)천주당〉이라는 교회도 있었지만, 1971년에 기독교의 주민이 다른 곳으로 이주해, 교회는 사용을 안 하게 되고, 그 후 1990년대에는 모든 주민이 이주해 무인도가 되었다. 현재 섬에는 야생 사슴이 700 마리 이상 서식하고 있다.
무인도이기는 하지만, 이전 노자키 초등학교 교사를 통해 숙박 시설을 갖춘 "와일드 파크"가 정비되어 오지카정에 의해 운영되고있다.
오지카섬 후에후키 항에서 노자키 항까지 도선이 운항된다.